# Palazzo Mensini
Le Palazzo Mensini est un palais néo-Renaissance situé dans le centre historique de Grosseto, en Toscane. Il abrite la bibliothèque municipale Chelliana.

## Histoire
Le bâtiment a été construit grâce au legs testamentaire de l'évêque Giovanni Domenico Mensini (it), décédé en 1858, pour abriter le séminaire épiscopal de la ville,. Sa planification a commencé à l'initiative de l'évêque Bernardino Caldaioli (it) à partir de 1892, selon un projet de l'ingénieur Giuseppe Luciani. Le palais a été inauguré le 21 avril 1898.
Pendant la Première Guerre mondiale, Palazzo Mensini a accueilli la Croix-Rouge. En 1922, il a été acheté par la municipalité de Grosseto, qui l'a utilisé comme siège du gymnase et lycée « Carducci-Ricasoli », bibliothèque Chelliana et musée civique,. Le bâtiment a été fortement bombardé et partiellement détruit le 29 novembre 1943 : la bibliothèque et le musée ont subi des dommages importants, aggravés par l'inondation qui a suivi le 2 novembre 1944,. Le palais a été reconstruit sous la même forme à la fin de 1946 et a continué à abriter le lycée, la bibliothèque et le musée.
Une deuxième inondation a gravement endommagé le musée et la bibliothèque en 1966. En 1975, le musée civique a été transféré dans l'ancien palais de justice de la Piazza Baccarini, et en 1993, le lycée classique a déménagé dans le nouveau complexe de la Cittadella dello studente (Citadelle des étudiants). La bibliothèque a été déplacée  dans un lieu périphérique en attendant les travaux de rénovation du Palazzo Mensini.
Le bâtiment est resté abandonné pendant environ 25 ans ; il accueille à nouveau la bibliothèque Chelliana depuis juin 2019.